# 视觉艺术博物馆 (伊拉克利翁)

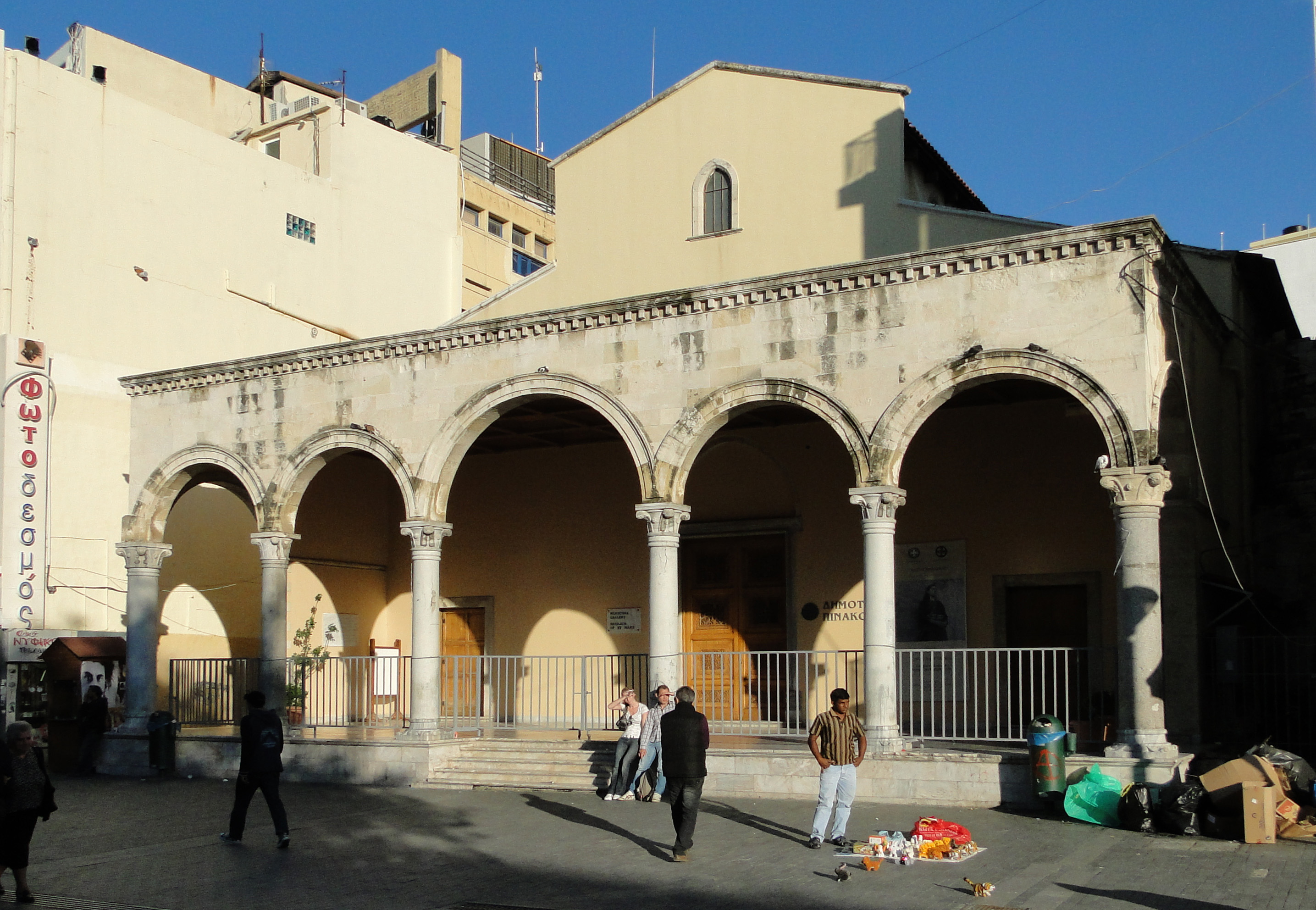

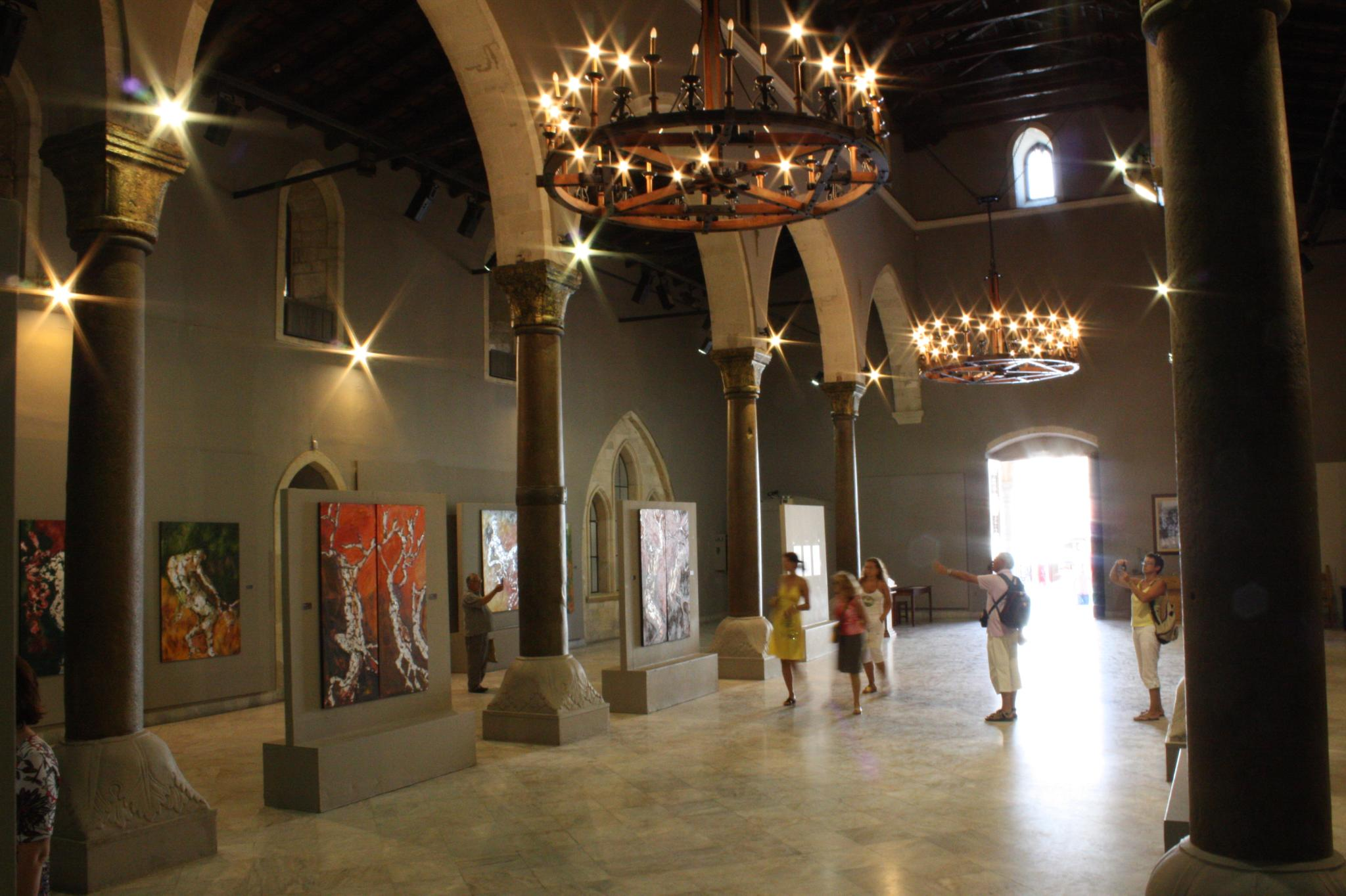
内部

视觉艺术博物馆（Museum of Visual Arts）或造型艺术博物馆（Museum of Plastic Arts）是希腊克里特岛伊拉克利翁的一个博物馆，位于Nymphon街原圣马尔谷圣殿（St. Mark Basilica），旨在支持克里特岛的文化和艺术活动，并促进克里特艺术家的作品。
该博物馆组织教育研讨会和艺术讲座，并举办会议和音乐会。